# 曼谷吻棘鰍
曼谷吻棘鰍（学名：Macrognathus siamensis）為輻鰭魚綱合鰓目刺鰍亞目刺鰍科的其中一種，分布於亞洲湄公河、湄南河流域，體長可達30公分，棲息在沙石底質的溪流，在黃昏時活動，屬肉食性，以昆蟲、蠕蟲、甲殼類為食，可做為食用魚及觀賞魚。
种加名 siamensis 意为“暹罗的”。